# АТП челенџер турнир Монтевидео
АТП челенџер турнир Монтевидео раније назван Copa Petrobras Montevideo, а од 2012. је назив Уругвај опен је тениски турнир који се игра у Монтевидеу, Уругвај од 2005. године. Турнир је део светског такмичења АТП челенџер серије, а од 2011. АТП челенџер тура. Турнир се игра на отвореном, а подлога је шљака.

## Протекла финала

### Мушкарци појединачно
| Година | Победник              | Финалист         | Резултат      |
| ------ | --------------------- | ---------------- | ------------- |
| 2014.  | Пабло Куевас          | Hugo Dellien     | 6–2, 6–4      |
| 2013.  | Томаз Белучи          | Дијего Шварцман  | 6–4, 6–4      |
| 2012.  | Орасио Зебаљос        | Јулијан Рајстер  | 6–3, 6–2      |
| 2011.  | Карлос Берлок         | Максимо Гонзалез | 6–2, 7–5      |
| 2010.  | Максимо Гонзалез      | Пабло Куевас     | 1–6, 6–3, 6–4 |
| 2009.  | Пабло Куевас          | Николас Лапенти  | 7–5, 6–1      |
| 2008.  | Питер Лучак           | Николас Масу     | Walkover      |
| 2007.  | Сантијаго Вентура     | Марсел Гранољерс | 4–6, 6–0, 6–4 |
| 2006.  | Гиљермо Кањас         | Николас Лапенти  | 2–6, 6–3, 7–6 |
| 2005.  | Хуан Мартин дел Потро | Борис Пашански   | 6–3, 2–6, 7–6 |

### Мушки парови
| Година | Победник                          | Финалист                                   | Резултат           |
| ------ | --------------------------------- | ------------------------------------------ | ------------------ |
| 2014.  | Мартин Куевас Пабло Куевас        | Nicolás Jarry Гонзало Лама                 | 6–2, 6–4           |
| 2013.  | Мартин Куевас Пабло Куевас        | André Ghem Рожерио Дутра да Силва          | Walkover           |
| 2012.  | Никола Мектић Антонио Веић        | Блаж Кавчич Франко Шкугор                  | 6–3, 5–7, [10–7]   |
| 2011.  | Никола Ћирић Горан Тошић          | Marcel Felder Дијего Шварцман              | 7–6(7–5), 7–6(7–4) |
| 2010.  | Карлос Берлок Брајан Дабул        | Максимо Гонзалез Sebastián Prieto          | 7–5, 6–3           |
| 2009.  | Хуан Пабло Брзезиски Давид Мареро | Мартин Куевас Пабло Куевас                 | 6–4, 6–4           |
| 2008.  | Франко Фереиро Флавио Сарета      | Данијел Химено-Травер Рубен Рамирез Идалго | 6–3, 6–2           |
| 2007.  | Пабло Куевас Луис Орна            | Марсел Гранољерс Сантијаго Вентура         | Walkover           |
| 2006.  | Максимо Гонзалез Sergio Roitman   | Гиљермо Кањас Martín García                | 6–3, 7–6           |
| 2005.  | Брајан Дабул Damián Patriarca     | Данијел Келерер Оливер Марах               | 6–0, 6–4           |